# Образование в Бразилия
Федералната конституция и Законът за директивите и основите на народната просвета (LDB) определят, че Федералното правителство, щатите, Федералният окръг и общините трябва да ръководят и организират своите обществено-образователни системи.
Всяка от тези системи е отговорна за собствената си издръжка, с правомощия в управлението на фондове, както и с механизми и източници за тяхното финансиране. Новата конституция заделя 25 % от държавния бюджет и 18 % федерални данъци и общински такси за образование.
Според данни от Националното проучване по местожителство (PNAD) през 2007 г. грамотността на бразилското население е 90%, което означава, че 14,1 милиона души (10% от населението) все още са неграмотни в страната; функционално неграмотните вече са 21,6% от населението.
Неграмотността е най-висока в Североизточния регион, където 19,9% от населението не знае да пише и да чете. Също така според PNAD процентът на хората на възраст от 6 до 14 години, посещаващи училище, през 2007 г. е бил 97% и 82,1% сред лицата на 15 и 17 години, докато средното общо време на обучение сред хората на възраст над 10 години е било средно 6,9 години.
Висшето образование започва след завършване на гимназия или последователни курсове, които могат да предлагат различни възможности за специализация в академична или професионална кариера. В зависимост от избора, студентите могат да подобрят образованието си с пост-гимназиални курсове, Sensu Stricto или Sensu Lato. За да може учащият се да посещава институция за висше образование, е задължително по закон, да премине всички нива на образованието, според неговите нужди – детската градина, основното и средното образование, при условие, че той няма инвалидност (увреждане), било то физическо, умствено, зрително или слухово.